# Ле Лилас
Ле Лилас (фр. Les Lilas) град је у Француској, у департману Сена Сен Дени.
По подацима из 1999. године број становника у месту је био 20.226.

## Демографија
| 1962.  | 1968.  | 1975.  | 1982.  | 1990.  | 1999.  | 2011.  |
| ------ | ------ | ------ | ------ | ------ | ------ | ------ |
| 17.721 | 15.817 | 20.054 | 20.354 | 20.118 | 20.226 | 22.505 |

## Партнерски градови
- Фелклинген